# Nuestra Señora de Atocha (schip, 1620)

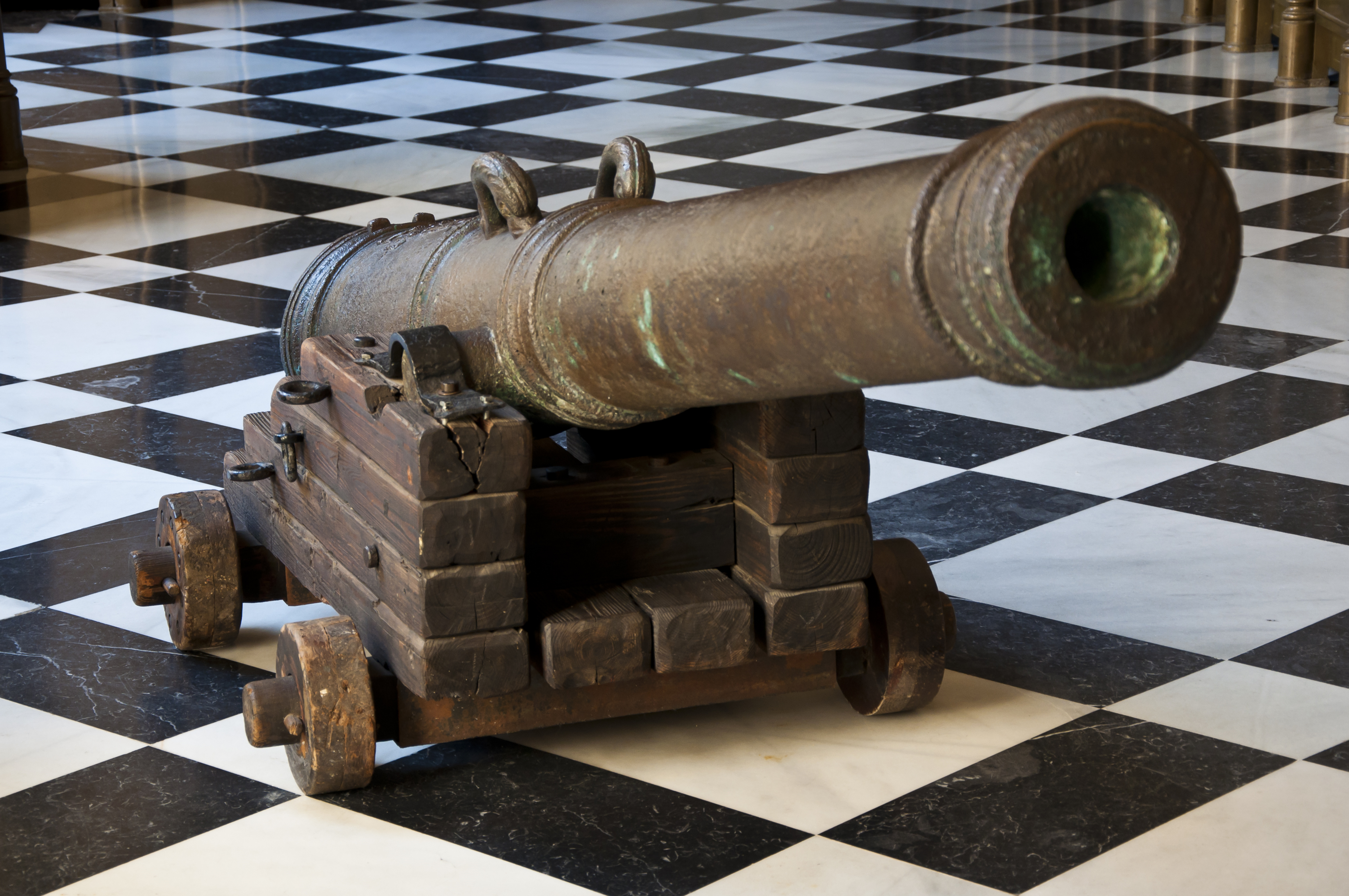
Kanon van de Nuestra Señora de Atocha in het Archivo General de Indias

Nuestra Señora de Atocha (Onze-Lieve-Vrouw van Atocha) was een Spaans galjoen dat in 1622 voor de kust van Florida Keys zonk. Het werd gebouwd op Cuba in 1620. en kreeg zijn naam van de parochie Atocha in de Spaanse hoofdstad Madrid. Het had een lading aan boord met een in 1985 geschatte waarde van 400 miljoen dollar, bestaande uit koper, goud, zilver, tabak, edelstenen, juwelen en indigo van de Spaanse havens in Cartagena, Portobelo in Nieuw Granada en Havana, en was op weg naar Spanje.
Door een samenloop van omstandigheden verliet het schip later dan gepland de haven van Veracruz om zich te voegen bij een eskader Spaanse schepen in Havana. Na nog meer oponthoud kon het 28 schepen tellende konvooi de haven op 4 september 1622 verlaten, zes weken later dan voorzien.
Op 6 september dreef een zware orkaan de Atocha op de koraalriffen bij Dry Tortugas, ongeveer 56 km ten westen van Key West. De romp van het schip raakte zwaar beschadigd en het zonk snel. Iedereen aan boord, 265 man, kwam om, behalve drie matrozen en twee slaven.

## Gevolgen van het verlies
De schepen die de orkaan hadden doorstaan brachten het nieuws van de ramp naar Havana. De Spaanse autoriteiten zonden vijf schepen in een poging om de lading van de Atocha en de Santa Margarita, die vlak bij de Atocha aan land was gelopen, te redden. Atocha lag in 18 meter diep water en de duikers konden haar niet vinden. Een tweede orkaan in oktober bemoeilijkte de reddingsoperatie verder, doordat het wrak over een groter gebied verspreid raakte.
De Spanjaarden poogden nog een aantal jaren om de Atocha te vinden. Met de hulp van slaven slaagden ze erin om bijna de helft van de lading van de Margarita, die in ondieper water lag, te bergen. Door het verlies kwam Spanje in geldnood; het moest geld lenen om zijn rol in de Dertigjarige Oorlog te kunnen voortzetten en ook een aantal schepen verkopen.

## Berging en dispuut
De Amerikaanse schattenjager Mel Fisher en een team van onderaannemers zochten gedurende zestien en een half jaar naar de Atocha. Fisher was er in 1980 in geslaagd een deel van de verloren lading van de Margarita te bergen. Duikers werden afgeschrikt door het feit dat hun lonen laag bleven zolang de Atocha niet werd ontdekt. Op 20 juli 1985 werd de Atocha en haar fabelachtige schat ten slotte gevonden. Volgens experten is het achterkasteel waar de kapitein van het schip verbleef niet teruggevonden. Dit is de plaats waar de grootste kostbaarheden werden bewaard. Een belangrijk deel van de lading zou nog steeds niet geborgen zijn.
De gouden en zilveren munten werden hoofdzakelijk tussen 1598 en 1621 geslagen. Ook oudere munten die tot dan toe onbekend waren werden teruggevonden.
Na de ontdekking van de schat eiste de Amerikaanse staat het bezit van het wrak en zijn inhoud op en de staat Florida legde beslag op veel van de door Fisher gevonden voorwerpen. Na acht jaar procederen kreeg hij van het Hooggerechtshof van de VS uiteindelijk zijn vondsten terug.
Een deel van de lading ging naar Fishers geldschieter, de ondernemer Frank Perdue, die zijn deel bijna helemaal schonk aan het Smithsonian Institute. Hij behield alleen een bijzondere smaragd, die hij in de verlovingsring liet zetten voor zijn geliefde. Deze Mitzi, inmiddels zijn weduwe, bracht de steen in 2022 naar de veiling en schonk de opbrengst aan humanitaire hulp in Oekraïne.

## Het kanon in het Archivo General del Indias
Na een bezoek in 1976 van koningin Sophia van Spanje ter gelegenheid van de onafhankelijkheidsviering van de VS schonk Fisher een van de twintig geborgen kanonnen aan Spanje. Het staat nu opnieuw in Sevilla, de plaats waar het in 1616 werd gegoten. Het draagt de inscriptie: Don Phelipe III, Rei des España, Don Juan de Mendoza, su Captitán General de la Artellería, 1616.